# Етиленхлоргідрин
Етиле́нхлоргідри́н — безбарвна летка рідина із слабким запахом етеру або етанолу. Це токсична речовина та сильна отрута, що діє на нервову систему.

## Фізичні властивості
Етиленхлоргідрин – це безбарвна рухлива рідина зі слабким запахом ефіру. Змішується в будь-яких співвідношеннях з водою, а також зі спиртом, діетиловим етером, ацетоном, дихлороетаном і хлороформом. Слабо розчинний у чотирихлористому вуглеці, бензині і октані. Молекулярна маса речовини 80,5 г/моль.
Етиленхлоргідрин утворює азеотропну суміш з водою (температура кипіння 97,8 °С, концентрація етиленхлоргідрину 42%) і потрійну азеотропну суміш з трихлороетилен і водою (температура кипіння 70,8—71,5 °С).

## Отримання

### Історичні методи
Етиленхлоргідрин був вперше одержаний у 1859 році взаємодією етиленгліколю з хлороводню:
{\displaystyle \mathrm {HOCH_{2}CH_{2}OH+HCl\longrightarrow ClCH_{2}CH_{2}OH+H_{2}O} }
і дещо пізніше — із етиленгліколю і монохлориду сірки:
{\displaystyle \mathrm {2HOCH_{2}CH_{2}OH+2S_{2}Cl_{2}\longrightarrow 2ClCH_{2}CH_{2}OH+2HCl+SO_{2}+3S} }
а також із етилену під дією гіпохлоритної кислоти:
{\displaystyle \mathrm {CH_{2}{=}CH_{2}+HOCl\longrightarrow ClCH_{2}CH_{2}OH} }
Як історичні методи одержання водного етиленхлоргідрину варто зазначити взаємодію етилену з гіпохлоритом у присутності слабких кислот, а також спосіб, що полягає у пропусканні хлору і етилену в охолоджений розчин карбонату або гідрокарбонату натрію (вихід етиленхлоргідрину за цим методом не перевищує 30%). Етиленхлоргідрин одержували також взаємодією гіпохлориту натрію, хлору і етилену. Найбільші виходи етиленхлоргідрину досягали при виділенні гіпохлоритної кислоти з хлорного вапна в результаті дії на неї діоксиду вуглецю. Були спроби одержати етиленхлоргідрин пропусканням етилену в суміші з хлором і водяною парою через колонку, заповнену шматками піролюзиту. У газовій фазі і при високій температурі процес відбувається переважно у напрямку утворення дихлороетану та інших поліхлоридів, а не етиленхлоргідрину.

### Препаративні методи
Безводний етиленхлоргідрин утворюється при взаємодії хлористого водню з оксираном:
{\displaystyle \mathrm {CH_{2}(O)CH_{2}+HCl\longrightarrow ClCH_{2}CH_{2}OH} }
У лабораторних умовах цим шляхом можна отримувати безводний етиленхлоргідрин з виходом 93%. Оптимальні умови реакції: температура 30 °С, молярне співвідношення оксиран:хлороводень = 1:1,1, швидкість подачі реагентів 650—750 л/год.
Безводний етиленхлоргідрин утворюється при взаємодії чотирихлористого кремнію з оксираном з подальшим гідролізом одержаного тетра-β-хлоретоксисилану:
{\displaystyle \mathrm {SiCl_{4}+4CH_{2}(O)CH_{2}\longrightarrow Si(OCH_{2}CHCl)_{4}} }
{\displaystyle \mathrm {Si(OCH_{2}CHCl)_{4}+2H_{2}O\longrightarrow 4ClCH_{2}CH_{2}OH+SiO_{2}} }

### Промислові методи

#### Одержання водного розчину
Для одержання водного етиленхлоргідрину в промисловості використовують реакцію між етиленом, хлором і водою:
{\displaystyle \mathrm {CH_{2}{=}CH_{2}+Cl_{2}+H_{2}O\longrightarrow ClCH_{2}CH_{2}OH+HCl} }
Механізм реакції утворення етиленхлоргідрину з етилену, хлору і води до кінця ще не з'ясований, причому досі існують різні точки зору.
Запропоновано дві схеми одержання етиленхлоргідрину з газів з низькою концентрацією етилену:
- напівбезперервна з періодичним розвантаженням колони при досягненні концентрації етиленхлоргідрину в розчині 8—10% і без уловлювання дихлороетану;
- з безперервним відведенням з реакційного апарату розчину етиленхлоргідрину високої концентрації (15—20%) і з уловлюванням дихлороетану.

Існує ще один спосіб одержання етиленхлоргідрину, який полягає в тому, що вапняне молоко при тиску 200 атм змішують з етиленом і потім обробляють хлором. При цьому утворюється нестійке хлорне вапно, яке у водному середовищі за наявності хлору дає хлористий кальцій і гіпохлоритну кислоту. Остання реагує з етиленом, в результаті чого утворюється 35—40%-ний розчин етиленхлоргідрину:
{\displaystyle \mathrm {Cl_{2}+Ca(OH)_{2}\longrightarrow CaOCl_{2}+H_{2}O} }
{\displaystyle \mathrm {CaOCl_{2}+Cl_{2}+H_{2}O\longrightarrow 2HOCl+CaCl_{2}} }
{\displaystyle \mathrm {CH_{2}{=}CH_{2}+HOCl\longrightarrow ClCH_{2}CH_{2}OH} }

##### Виділення з водних розчинів
Виділити безводний етиленхлоргідрин з його водних розчинів методом ректифікації неможливо, оскільки він утворює з водою азеотропну суміш (41—42% етиленхлоргідрину), яка кипить при 97—98 °С. При перегонці розбавлених розчинів етиленхлоргідрину спочатку відганяється азеотропна суміш, а потім вода. Різкого переходу від азеотропної суміші до води не спостерігається, так як температура кипіння азеотропної суміші дуже близька до температури кипіння води.
Для розділення азеотропної суміші були запропоновані методи концентрування водних розчинів етиленхлоргідрину шляхом висолювання і екстракції за допомогою розчинника (наприклад, діетилового ефіру, хлороформу або дихлороетану), в якому етиленхлоргідрин розчиняється краще, ніж у воді, і температура кипіння якого відрізняється від температури кипіння самого етиленхлоргідрину.
Додавання хлористого натрію або кальцію до розчинів значно полегшує розділення, оскільки перехід від азеотропної суміші до води робиться більш різким. Однак при додаванні до розведених розчинів етиленхлоргідрину мінеральних солей підвищується температура кипіння розчинів, а у стічних водах, крім хлорорганічних продуктів, з'являється велика кількість солей, що є істотним недоліком цього способу.
Для концентрування розчинів етиленхлоргідрину можна також використовувати метод азеотропної ректифікації — перегонки в присутності рідин, що утворюють з водою суміші з температурою кипіння більш низькою, ніж у азеотропної суміші етиленхлоргідрину з водою. Для цієї мети застосовуються, наприклад, бензен і дихлороетан, а також нітрометан, етилацетат і диізопропіловий ефір.

#### Одержання безводного етиленхлоргідрину
Спосіб одержання безводного етиленхлоргідрину з водних розчинів шляхом азеотропної ректифікації має ряд недоліків. У зв'язку з цим для одержання безводного етиленхлоргідрину була використана здатність оксирану легко вступати в реакцію з хлороводнем:
{\displaystyle \mathrm {CH_{2}(O)CH_{2}+HCl\longrightarrow ClCH_{2}CH_{2}OH} }
Процес проводять у реакторі — вертикальному циліндричному апараті зі сферичною кришкою, який футерований двома шарами діабазової плитки на ґумовому підшарі. Температура на вході в реактор не вища ніж 50 °С, а на виході з реактора 60—80 °С.

## Хімічні властивості
Наявність у молекулі етиленхлоргідрину рухомого атома хлору і спиртової групи робить його дуже реакційно здатною сполукою. Більшість відомих хімічних реакцій етиленхлоргідрину полягає в заміні його атома хлору на інші атоми або групи атомів. Найбільш важливими реакціями, частина з яких має промислове значення, є такі:
- Реакція утворення оксирану при взаємодії етиленхлоргідрину з основами:

{\displaystyle \mathrm {ClCH_{2}CH_{2}OH+MeOH\longrightarrow CH_{2}(O)CH_{2}+MeCl+H_{2}O} }
Розкладання етиленхлоргідрину у водному розчині проводиться при 95—100 °С. Кількість утвореного оксирану залежить від умов процесу і коливається від 16 до 97%. Для розкладання етиленхлоргідрину, крім поширеного гідроксиду кальцію, пропонувалося використовувати також гідроксид магнію, карбонат барію і їдкий натр (розбавлений або концентрований розчин). Таким способом оксиран можна одержувати при пониженому і підвищеному тиску.
- Гідроліз етиленхлоргідрину з утворенням етиленгліколю:

{\displaystyle \mathrm {OHCH_{2}CH_{2}Cl+H_{2}O\longrightarrow OHCH_{2}CH_{2}OH+HCl} }
- Взаємодія етиленхлоргідрину із сульфідом натрію, в результаті якого утворюється тіодіетиленгліколь:

{\displaystyle \mathrm {ClCH_{2}CH_{2}OH+Na_{2}S\longrightarrow NaSCH_{2}CH_{2}OH+NaCl} }
{\displaystyle \mathrm {NaSCH_{2}CH_{2}OH+ClCH_{2}CH_{2}OH\longrightarrow S(CH_{2}CH_{2}OH)_{2}+NaCl} }
- Реакція етиленхлоргідрину з ціанідом натрію. В результаті цієї реакції утворюється етиленціангідрин, який є напівпродуктом у виробництві акрилонітрилу і акрилатів:

{\displaystyle \mathrm {ClCH_{2}CH_{2}OH+NaCN\longrightarrow NCCH_{2}CH_{2}OH+NaCl} }
- Взаємодія етиленхлоргідрину з аміаком з утворенням моно-, ди- і триетаноламінів:

{\displaystyle \mathrm {ClCH_{2}CH_{2}OH+NH_{3}\longrightarrow NH_{2}CH_{2}CH_{2}OH+HCl} }
{\displaystyle \mathrm {NH_{2}CH_{2}CH_{2}OH+ClCH_{2}CH_{2}OH\longrightarrow NH(CH_{2}CH_{2}OH)_{2}+HCl} }
{\displaystyle \mathrm {NH(CH_{2}CH_{2}OH)_{2}+ClCH_{2}CH_{2}OH\longrightarrow N(CH_{2}CH_{2}OH)_{3}+HCl} }
Етаноламіни широко застосовуються для очищення промислових газів від діоксиду вуглецю і сірководню.
- реакція етиленхлоргідрину з аніліном з утворенням етаноланіліну:

{\displaystyle \mathrm {C_{6}H_{5}NH_{2}+ClCH_{2}CH_{2}OH\longrightarrow C_{6}H_{5}NHCH_{2}CH_{2}OH+HCl} }
Надалі етаноланілін можна перевести в індиго.
- Взаємодія спиртової групи етиленхлоргідрину з кислотами і їх ангідридами, при якій утворюються складні ефіри. Так, з етиленхлоргідрину і хлороксиду фосфору синтезують пластифікатори, наприклад цетамол Qu (трихлоретилфосфат)[33].
- Нагрівання етиленхлоргідрину з концентрованою сульфатною кислотою до 100 °С з утворенням β, β’-дихлородіетилового ефіру:

{\displaystyle \mathrm {2ClCH_{2}CH_{2}OH\longrightarrow (ClHC_{2}H_{2})_{2}O+H_{2}O} }
Останній застосовується як селективний розчинник у виробництві мастильних матеріалів.
- Реакції етиленхлоргідрину з магнійорганічними сполуками:

{\displaystyle \mathrm {2C_{6}H_{5}MgBr+ClCH_{2}CH_{2}OH\longrightarrow C_{6}H_{5}CH_{2}CH_{2}{-}OMgBr+C_{6}H_{6}+MgClBr} }

## Застосування
Водний етиленхлоргідрин застосовувався переважно для виробництва оксирану, однак останнім часом цей напрямок втратив промислове значення. Безводний етиленхлоргідрин може використовуватися як розчинник жирів, олій і смол, для видалення дієнів з газів або рідин. Етиленхлоргідрин можна використовувати для виробництва пластичних мас і спеціальних видів синтетичного каучуку, змочувальних і емульгуючих речовин.
Водний розчин етиленхлоргідрину використовується як антифриз.

## Фізіологічна дія

### Загальна дія
Етиленхлоргідрин є токсичною речовиною. Це сильна отрута, що діє на нервову систему, обмін речовин, викликає ураження паренхіматозних органів, подразнює слизові оболонки, легко проникає через шкіру. У людей, що з ним працюють, спостерігалися випадки отруєння, першими ознаками якого є блювання і запаморочення. При важких отруєннях в результаті вдихання концентрованих випарів етиленхлоргідрину спостерігаються головний біль, слабкість, розлад шлунка і подразнення очей.
Гранично допустима концентрація етиленхлоргідрину в повітрі прийнята рівною 1 мг/м3, а в повітрі робочої зони 0,5 мг/м3. При роботі з етиленхлоргідрином необхідно користуватися промисловим фільтрувальним протигазом марки А. Етиленхлоргідрин не слід вживати як розчинник у тих випадках, коли апаратура не може бути повністю герметизована.

### Дія на тварин
Для білих мишей ЛК50 = 0,74 мг/л . Відзначаються тремтіння, атаксія, параліч кінцівок, бічне положення. Через кілька годин наступає смерть від паралічу дихання. Особини, що залишаються живими, не оговтуються протягом тижнів. Кумуляція етиленхлоргідрину мало виражена. При отруєнні по 4 години в день 0,00125 мг/л з першого ж місяця виявлялися збільшення кількості SH-групи в крові, зміна активності ферментів і фазні зміни функцій центральної нервової системи. Для морських свинок ЛК50 = 0,87 мг/л. Концентрація 0,07 мг/л (протягом 40 хвилин) у кроликів змінює безумовно-рефлекторну діяльність. При вдиханні по 7 годин 0,5 мг/л у кішок виникає блювання і пронос, млявість зіничної реакції, ністагм, судоми.
При розтині і гістологічному дослідженні загиблих тварин виявлене подразнення глибоких дихальних шляхів, жирове переродження серцевого м'яза, печінки і особливо нирок.
У щурів, яких 220 днів поїли 0,01—0,08 % розчином етиленхлоргідрину не знайдено змін, а при застосуванні 0,12% розчину відзначене схуднення тварин зі зростанням вмісту етиленхлоргідрину.

### Дія на людину
Відомо, що вдихання концентрації етиленхлоргідрину 1—1,2 мг/л при 2-годинній експозиції є смертельною. Описане раптове важке отруєння після тривалої роботи при контакті з етиленхлоргідрином. В результаті виникли блювання, коматозний стан, ціаноз, порушення дихання і зниження сухожильних рефлексів. Стан покращився після введення розчину глюкози і левульози, гідрокортизону, бікарбонату натрію, глюконату кальцію. Одужання настало через тиждень.

### Дія на шкіру
Білі миші гинуть через 15—20 хвилин після занурення хвоста в чистий етиленхлоргідрин. Для щурів при всмоктуванні через шкіру ЛД50 — 84 мг/кг, для кролика ЛД50 — 750 мг/кг при площі аплікації 5×5 см². Місцево тільки слабкий ефект. При нанесенні чистого етиленхлоргідрину на око кролика розвивалися кон'юнктивіт, помутніння рогівки, запалення райдужної оболонки. Те саме відбувалося при нанесенні розведеного в 5 разів розчину
Відомі легкі і важкі отруєння людини через шкіру. При попаданні етиленхлоргідрину на поверхню шкірного покриву через 1 годину виникає важке блювання, відчуття сп'яніння, через 5 годин порушення свідомості, яке зникає лише після 6 діб лікування.

### Невідкладна терапія
Постраждалому необхідні свіже повітря, зігрівання, спокій. Потрібно провести тривалу (протягом багатьох годин) інгаляцію кисню, чергуючи (через 45—30 хвилин) із вдиханням карбогену, ввести великі кількості лугів (всередину і внутрівенно). При блюванні і проносі необхідно багато пити, ввести 20—30 мг 40% розчину глюкози внутрівенно. Слідкувати за діурезом, при зниженні — діатермія нирок. При подразненні слизових оболонок треба промивати очі 2% розчином соди або борної кислоти, провести лужні інгаляції і полоскання. Адреналін і адреноміметичні засоби, а також хлоралгідрат і хлороформ протипоказані. Для реабілітації потрібен тривалий постільний режим, вітамінотерапія, особливо вітаміни E, C, B1, В6, В12 і ліпоєва кислота.